# Astilleros de la Secretaría de Marina
Los Astilleros de la Secretaría de Marina, también conocidos como ASTIMAR, son los astilleros mexicanos dependientes de la Dirección General de Construcciones Navales de la Armada de México, donde se llevan a cabo diversos tipos de construcciones y reparaciones navales en el territorio mexicano.

## Instalaciones
Estos astilleros cuentan con cinco instalaciones:
En el Golfo de México:
- Astillero de Marina 1 (ASTIMAR 1) en Tampico, Tamaulipas. Con los siguientes medios de varada y capacidades:

```
* DIQUE FLOTANTE ADI-05: Carena buques con eslora de hasta 119.86 metros, manga de 17.68 metros y 3,500 toneladas de desplazamiento.
* CARRO CUÑA DEL VARADERO:Carena buques con eslora total 56 metros, manga de 12.83 metros y con capacidad de carga de hasta 1,500 toneladas.
* MUELLES DE REPARACIONES A FLOTE:Con 310 metros de longitud y con calados que varían entre 2.50 a 4.00 metros.
```

- Astillero de Marina 3 (ASTIMAR 3) en Coatzacoalcos, Veracruz. Con los siguientes medios de varada y capacidades:

```
* DIQUE FLOTANTE ADI-04:Carena buques con eslora de hasta 150.57 metros, manga de 17.96 metros y 4,500 toneladas de desplazamiento.
* VARADERO UNO: Carena buques con eslora total de 41 metros, manga de 15 metros y cuenta con capacidad de carga de hasta 190 toneladas.
* VARADERO TRES: Carena buques con eslora total 34 metros, manga de 12.5 metros y cuenta con capacidad de carga de hasta 30 toneladas.
```

En el Océano Pacífico:
- Astillero de Marina 20 (ASTIMAR 20) en Salina Cruz, Oaxaca. Con los siguientes medios de varada y capacidades:

```
* DIQUE SECO: Carena buques de hasta 200 metros de eslora, manga de 24.66 metros y cuenta con capacidad de carga de hasta 25,000 toneladas de desplazamiento.
* SINCROELEVADOR: Carena buques de hasta 101.84 metros de eslora, manga de 22 metros y cuenta con capacidad de carga de hasta 2,000 toneladas de desplazamiento.
```

- Astillero de Marina 6 (ASTIMAR 6) en Guaymas, Sonora. Con los siguientes medios de varada y capacidades:

```
* DIQUE FLOTANTE ADI-01: Carena buques con eslora de hasta 60.96, manga de 19.64 metros y capacidad de carga de hasta 750 toneladas.
* VARADERO: Carena buques con eslora de hasta 36 metros, manga de 9.70 metros y cuenta con capacidad de carga de hasta 250 toneladas.
* DOS CARROS DE TRANSFERENCIA (BR Y ER): Carenan buques con esloras de hasta 36 y 30 metros respectivamente, mangas de 5.80 metros y cuentan con capacidades de carga de hasta 250 toneladas.
* SUBLIFT: Carena buques con eslora de hasta 38 metros, manga de 6 metros y cuenta con capacidad de carga de hasta 20 toneladas.
```

- Astillero de Marina 18 (ASTIMAR 18) en Acapulco, Guerrero. Con los siguientes medios de varada y capacidades:

```
* VARADERO UNO: Carena buques de hasta 42 metros de eslora, manga de 10 metros y cuenta con capacidad de carga de hasta 50 toneladas de desplazamiento.
* VARADERO DOS: Carena buques de hasta 49 metros de eslora, manga de 10 metros y cuenta con capacidad de carga de hasta 200 toneladas de desplazamiento.
* MUELLES DE REPARACIONES A FLOTE: Con 40 metros de longitud, con calados (Batimetría) que varía entre 7 (máximo) a 2 (mínimo) metros de altura.
```

La construcción de las patrullas oceánicas se lleva a cabo en los Astilleros número 1 y 20 en Tampico y Salina Cruz respectivamente, ahí se han construido los 14 buques que conforman las clases Holzinger, Sierra, Durango y Oaxaca. Desde 2006, se están construyendo dos patrulleros más de la Clase Oaxaca, los cuales se espera entren en servicio en 2010.

## Buques construidos
Entre las clases de buques construidos en ASTIMAR están:
- Clase Juárez
- Clase Holzinger
- Clase Sierra
- Clase Durango
- Clase Oaxaca
- Clase Democráta
- Clase Cabo
- Clase Punta
- Clase Montes Azules
- Clase Tenochtitlan
- Clase Isla Madre

## Proyectos actuales
Los proyectos con asignación de recursos en el presupuesto oficial para 2009 son:
- Construcción de Buques de Patrulla Costera de 75 toneladas para vigilancia del mar territorial.
- Construcción de dos Buques de Vigilancia Oceánica de 1680 toneladas.
- Construcción de Buques de abastecimiento insular.

## Proyectos pendientes
Para el año 2009 los Astilleros de la Marina tienen varios proyectos sin asignación de recursos en el presupuesto de egresos de la Federación:
- Construcción de dos buques Clase Oaxaca.
- Construcción de 5 buques de 75 toneladas para vigilancia del mar territorial, estos buques pretenden armarse en el ASTIMAR 3.[4]

Buque de Aprovisionamiento Logístico

## Proyectos cancelados
El proyecto Bulom de la Armada de México consistía en construir un buque de diseño nacional que podía ser utilizado como buque anfibio o buque de apoyo logístico multipropósito. Su desplazamiento estaba planeado en 11,680 toneladas y hubiera podido transportar hasta 263 marinos, sin embargo fue cancelado debido a la falta de fondos de la Secretaría de Marina. pero se ha puesto en marcha un proyecto un poco más chico pero se están fabricando tres unidades
Maquinado, mecánicos, electricidad, refrigeración, fundición, carpintería, pailería, soldadura y tubería.